# Oxyopes hupingensis
Oxyopes hupingensis är en spindelart som beskrevs av Youhui Bao och Yin 2002. Oxyopes hupingensis ingår i släktet Oxyopes och familjen lospindlar. Inga underarter finns listade i Catalogue of Life.